# Método de Sanger

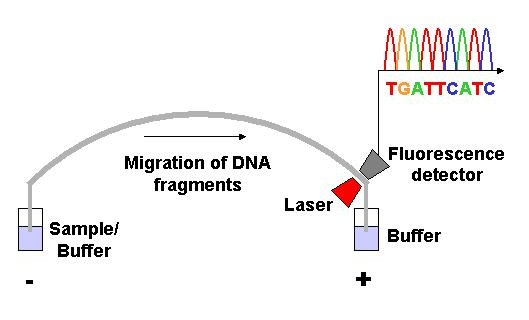
Demonstração esquemática do método de Sanger para sequenciação de DNA.

O método de Sanger é um procedimento tradicional de sequenciamento de DNA, foi desenvolvido pelo bioquímico britânico Frederick Sanger e colaboradores na década de 70. Sanger descobriu que se conseguisse interromper a replicação de um mesmo DNA em pontos diferentes ele poderia juntar essas fitas menores e formar a sequência completa do DNA. O método consiste na adição de nucleotídeos modificados, chamados didesoxiribonucleotídeos (ddNTP’s), que não possuem o grupo OH livre do carbono 3’ da pentose, e impedem o crescimento de um fragmento de DNA em replicação pela DNA polimerase após sua adição. Quando os ddNTP’s tentam se ligar com a fita de DNA, com a ausência do OH, o próximo nucleotídeo não tem onde se ligar e a replicação para, assim, é possível obter fitas do mesmo DNA com número de resíduos diferentes. Esse método tem sido largamente utilizado por centros de pesquisa ao redor do mundo.

Esse método envolve produção de muitas cópias de uma região alvo de DNA. Os ingredientes são similares àqueles usados para replicação de DNA em um organismo, ou para a reação em cadeia da polimerase (PCR), os quais fazem cópias de DNA in vitro. Incluem:
•	Uma enzima polimerase;
•	Um primer;
•	Os quatro nucleotídeos do DNA;
•	O DNA molde a ser sequenciado.
•	Versões Didesoxi, ou terminadores de cadeia, para os quatro nucleotídeos (ddATP, ddTTP, ddCTP, ddGTP), cada uma marcada com um corante de uma cor diferente.

Didesoxinucleotídeos são similares aos nucleotídeos comuns, mas com uma diferença: falta um grupo hidroxila na posição 3’ do carbono do anel de ribose. Uma vez que o didesoxinucleotídeo é adicionado à cadeia, não há hidroxila disponível e nenhum outro nucleotídeo pode ser adicionado em seguida. A cadeia termina com o didesoxinucleotídeo, o qual é marcado com uma cor particular de corante dependendo da base (A, T, C ou G) que carrega.

Pelo método de Sanger, uma fita simples de DNA a ser sequenciada é combinada em um tubo com primer, DNA polimerase e nucleotídeos. Os quatro didesoxinucleotídeos marcados com corantes na extremidade 5’ são adicionados também, mas em concentração maiores do que as do nucleotídeos comuns. A mistura de reação é primeiro aquecida para desnaturação do DNA molde, então resfriadas para que os primers possam se ligar ao molde de fita simples. Quando o primer se liga, a temperatura é aumentada de novo, permitindo que a DNA polimerase sintetize um novo DNA a partir do primer. A DNA polimerase continuará a adicionar nucleotídeos à cadeia até que aconteça a adição de um didesoxinucleotídeo ao invés de um normal. Uma vez que um didesoxinucleotídeo não tem hidroxila na extremidade 3’, não é possível haver extensão a partir do nucleotídeo adicionado, parando a reação. Esse processo é repetido em um número de ciclos, e quando o ciclo se completa, é garantido que um didesoxinucleotídeo terá se incorporado em todas as posições do DNA alvo em pelo menos uma reação, ou seja, o tubo irá conter fragmentos de diferentes comprimentos, terminando em cada uma das posições de nucleotídeos no DNA. As extremidades dos fragmentos serão rotuladas com corantes que indicam o nucleotídeo final da cadeia complementar.
Depois que a reação é executada, os fragmentos são levados através de um longo e fino tubo sob uma matriz de gel em um processo chamado de eletroforese capilar em gel, onde pequenos fragmentos movem-se rapidamente através dos poros de gel, enquanto longos fragmentos movem-se mais devagar. Assim que cada fragmento cruza a ‘‘linha de chegada’’ no final tubo, ele é iluminado por um laser, permitindo que o corante anexado seja detectado.
O menor fragmento (que termina com apenas um nucleotídeo depois do primer) atravessa a linha de chegada primeiro, seguido do próximo menor fragmento (terminado com dois nucleotídeos depois do primer) e assim por diante. Assim sendo, a partir das cores dos corantes registrados uma após a outra no detector, a sequência do pedaço original de DNA pode ser construída com  nucleotídeo por vez. Os dados registrados pelo detector consistem em uma série de picos em intensidade de fluorescência. A sequência de DNA é lida a partir dos picos no cromatograma.

O método Sanger promove sequências de alta qualidade para trechos relativamente longos (por volta de 900 pares de bases). É especificamente usado para sequenciar peças individuais de DNA, como plasmídeos bacterianos ou DNA copiado em PCR. Entretanto, o método Sanger de sequenciamento é caro e ineficiente para projetos de larga escala, como o sequenciamento de um genoma inteiro ou metagenoma. Para tarefas como essa, novas técnicas de sequenciamento de larga escala são mais rápidas e menos caras.